# Bakus järnvägsstation
Bakus järnvägsstation (azerbajdzjanska: Bakı Dəmir Yolu Vağzalı: Bakı Dämir Yolu Vağzalı) är den centrala järnvägsstationen i Azerbajdzjans huvudstad Baku. Den ligger i distriktet Nesimi, omkring tre kilometer nordost om Gamla staden i centrala Baku. Det är en säckstation.
Det är också start- och slutpunkten för Bakus S-tåg som förbinder Baku och Sumgait. Järnvägsstationen är länkad till den bredvidliggande tunnelbanestationen 28 May med en gångtunnel.
Den första järnvägslinjen till Baku byggdes 1880, och gav en förbindelse till Elizavetpol (Ganja) och Tiflis (Tbilisi). En andra linje invigdes 1908, vilken förband Baku med Erivan (Jerevan) och med Jolfa i Persien. Den första järnvägsbyggnaden byggdes i nymorisk stil.
Den nuvarande stationsbyggnaden uppfördes 1926, vilket också är i nymorisk stil. År 1977 renoverades den gamla stationsbyggnaden och en ny stationsbyggnad i brutalistisk stil byggdes bredvid. År 2017 renoverades stationsbyggnaden igen.

## Bildgalleri

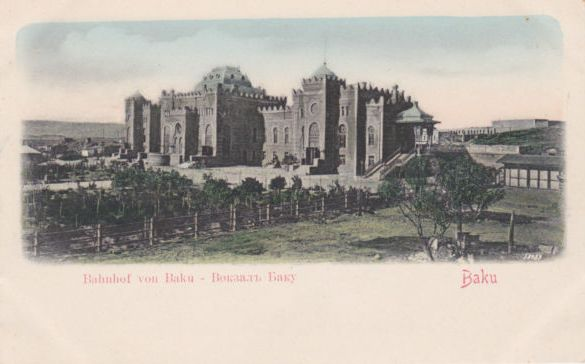
Järnvägsstationen på vykort (1910)
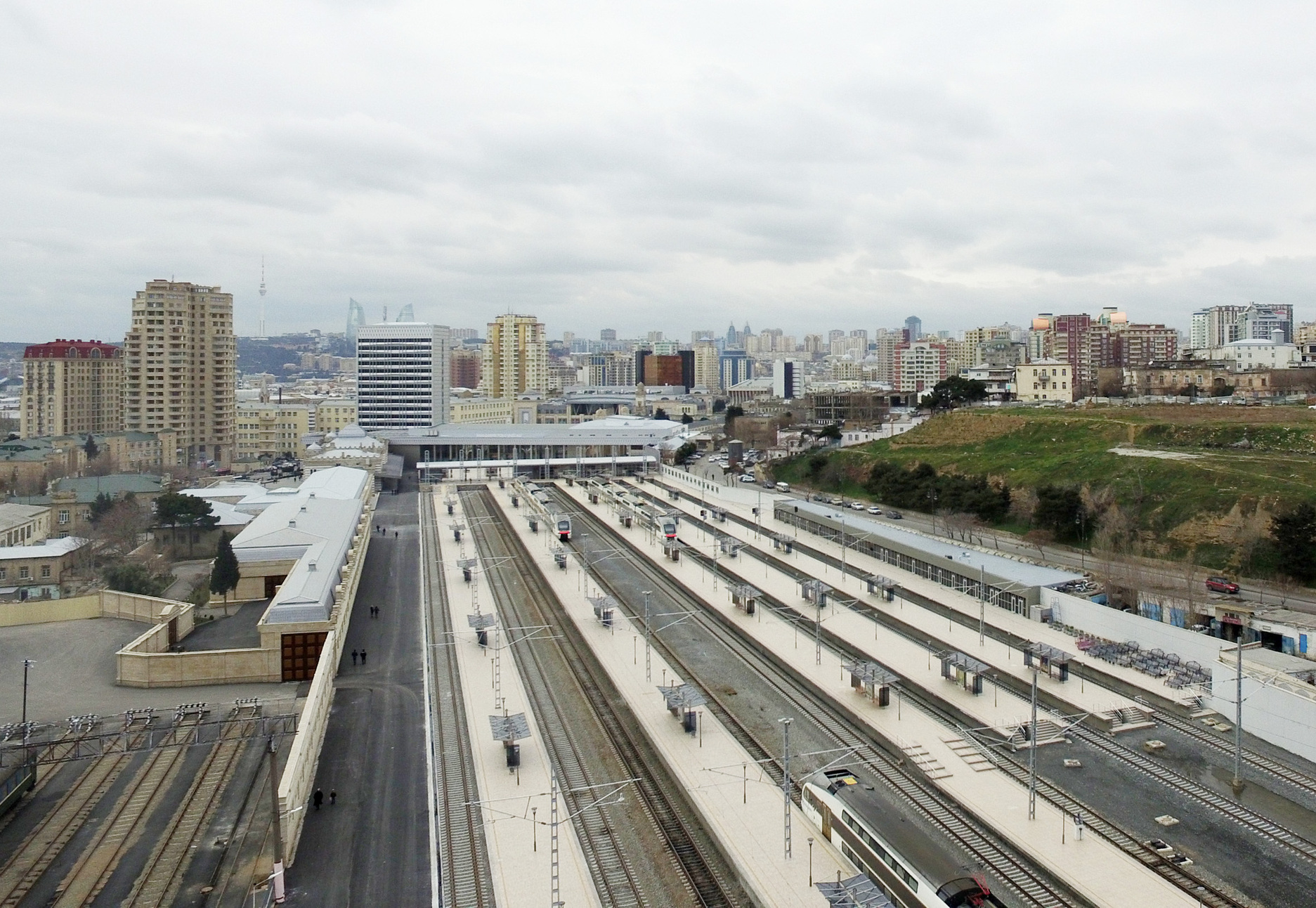
Plattformar (2017)
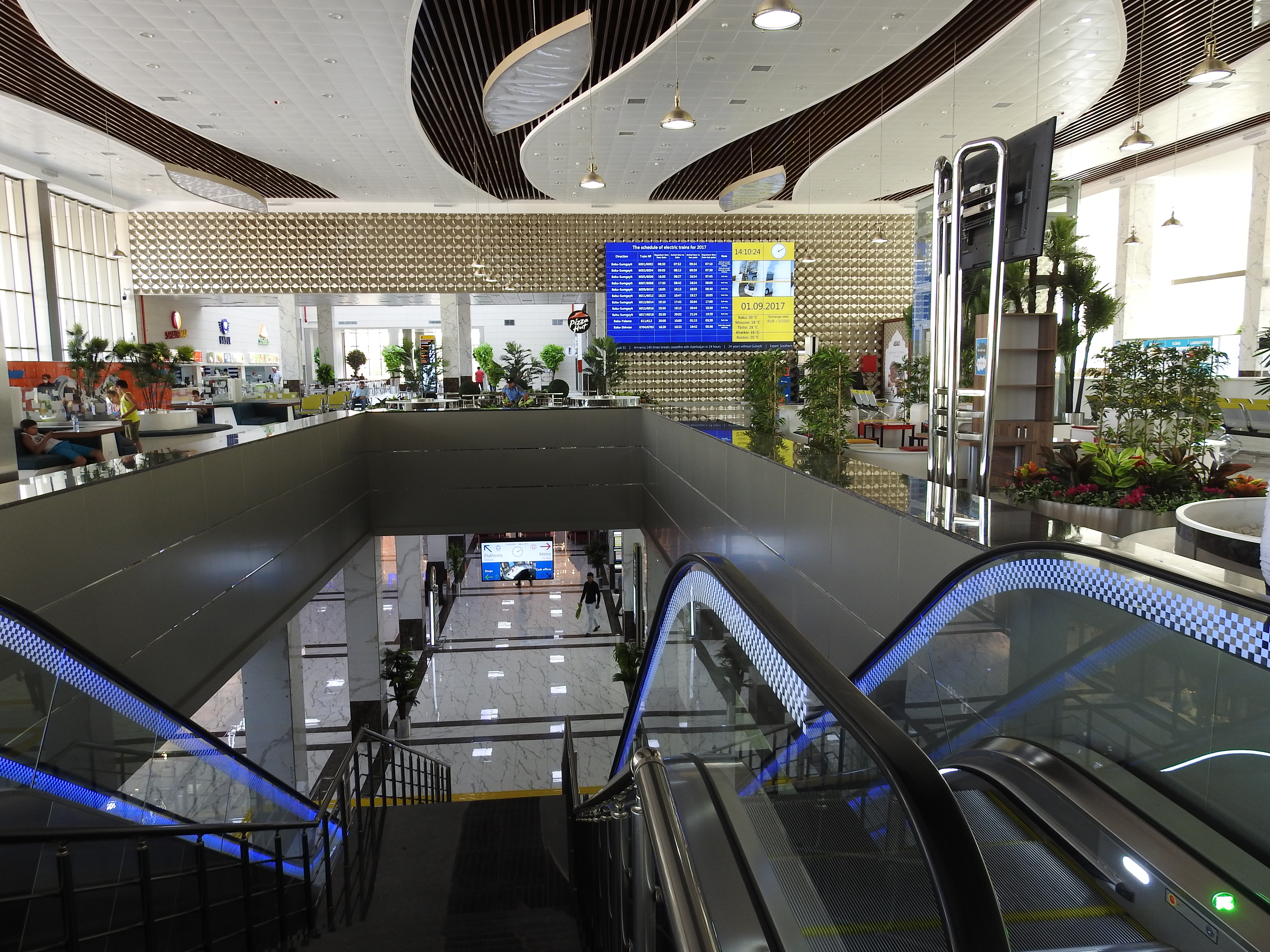
Rulltrappor till tunnelbanestationen 28 May (2017)
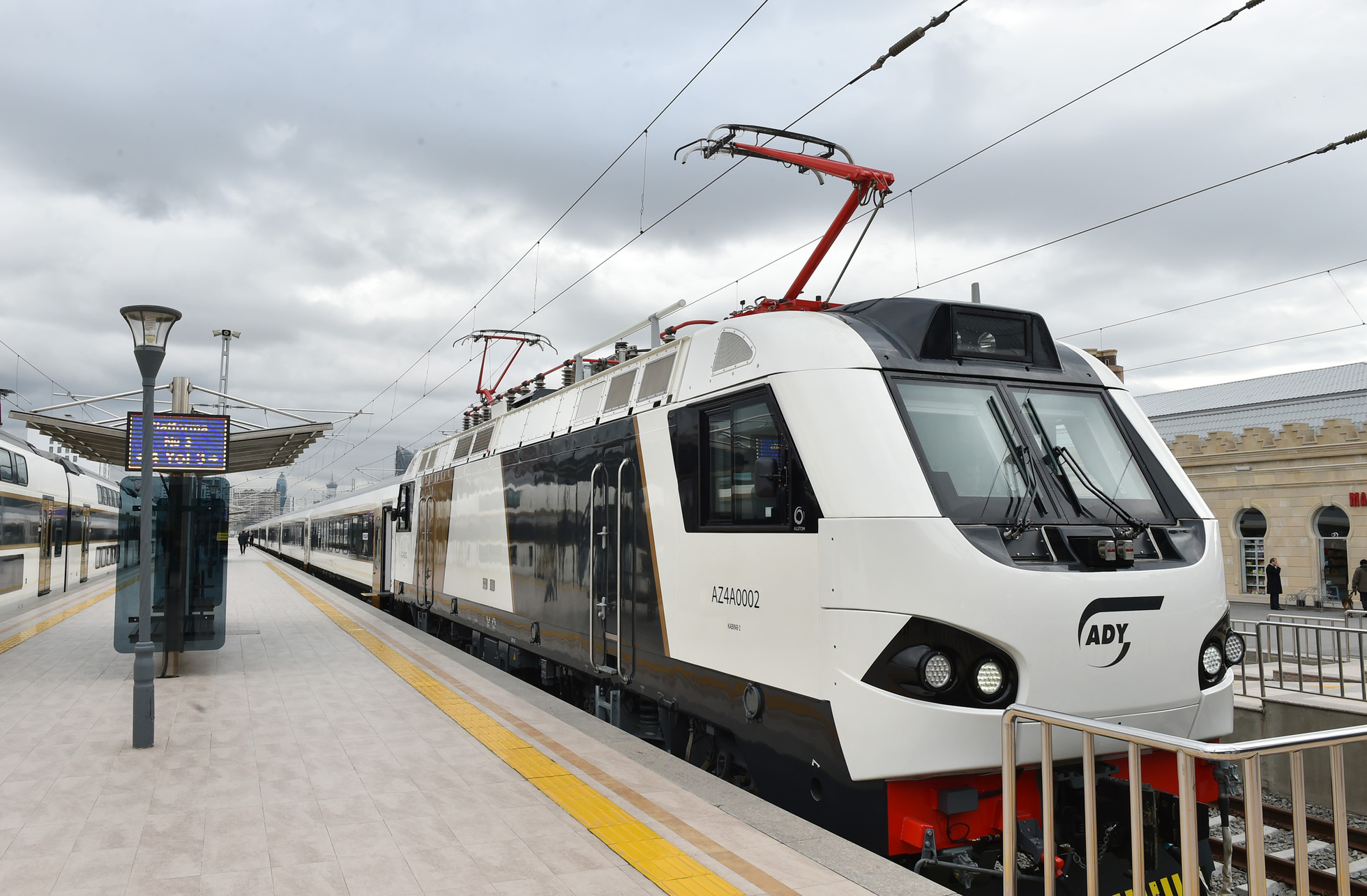
Elektriskt lok AZ4A-0002 med passagerarvagnar vid järnvägsstationen (2019)